# Inowrocław-Wschód (gmina)
Inowrocław-Wschód – dawna gmina wiejska istniejąca w latach 1934–1954 w woj. poznańskim/pomorskim/bydgoskim (dzisiejsze woj. kujawsko-pomorskie). Siedzibą władz gminy był Inowrocław, który jednak nie wchodził w jej skład (gmina miejska).
Gmina zbiorowa Inowrocław-Wschód została utworzona 1 sierpnia 1934 roku w powiecie inowrocławskim w woj. poznańskim z dotychczasowych jednostkowych gmin wiejskich: Balczewo, Jacewo, Karczyn, Łojewo, Marcinkowo, Miechowice, Orłowo, Parchanie, Sikorowo, Słońsko, Szadłowice, Szarlej i Turzany (oraz z obszarów dworskich położonych na tych terenach lecz nie wchodzących w skład gmin). 
1 kwietnia 1938 gmina Inowrocław-Wschód została przyłączona do woj. pomorskiego. 6 lipca 1950 roku zmieniono nazwę woj. pomorskiego na bydgoskie. Według stanu z dnia 1 lipca 1952 roku gmina składała się z 18 gromad: Balczewo, Góra, Jacewo, Jaronty, Karczyn, Komaszyce, Latkowo, Łąkocin, Łojewo, Marcinkowo, Miechowice, Orłowo, Parchanie, Sikorowo, Słońsko, Szadłowice, Turzany i Więcławice.
Gmina została zniesiona 29 września 1954 roku wraz z reformą wprowadzającą gromady w miejsce gmin. Jednostki nie przywrócono 1 stycznia 1973 roku po reaktywowaniu gmin, powstała jednak gmina Inowrocław, obejmująca obszary dawnych gmin Inowrocław-Wschód i Inowrocław-Zachód.